# 重叛逆罪
重叛逆罪（英語：petty treason）是中華法系和英美法系中的一種刑事罪行。

## 中華法系的大逆罪
中華法系中的大逆罪始於秦漢時期，指的是犯上作亂、危害君權的謀反行為。《北齊律》列入「重罪十條」，「謀大逆」被定義為圖謀毀壞皇帝的宗廟、陵墓及宮殿。隋《開皇律》列入「十惡」，唐律沿襲之，列为十恶之二。犯有十惡罪名之人不可被赦免，故而有「十惡不赦」之說。而犯有大逆罪的人往往會被處以死刑。
大逆罪於宣統退位、中華民國成立後廢除。歷史上，漢字文化圈的朝鮮半島、日本、越南等國也存在過大逆罪。
明治維新後，日本於1882年（明治十五年）頒佈《刑法》，在該刑法第116條規定了大逆罪。1908年（明治四十一年）開始施行的新刑法中的第73條定義了大逆罪，圖謀危害天皇、太皇太后、皇太后、皇太子、皇太孫的人將會被處以死刑。觸犯大逆罪的事件被稱為大逆事件。大日本帝國著名的大逆事件有幸德事件（最著名的大逆事件）、虎之門事件、朴烈事件、櫻田門事件。1947年，日本將「大逆罪」的相關條文從刑法中刪除，自此大逆罪成為了歷史。

## 英美法系的重叛逆罪
在歷史上，在有普通法的歐洲國家中，重叛逆罪指對國家的背叛罪名，也就是中文語境裡的叛國。
「叛逆」（treason）一詞在英文的本義，泛指不同程度以下犯上的舉動；與「重叛逆罪」相對的是輕叛逆罪，用於描述背叛相對於國家層級較低者的主體，比如僕人謀殺主人。在英格蘭，輕叛逆罪自1351年起被限定於謀殺案的範疇內，而根據定義也被當時法界認為比一般謀殺來的嚴重。隨著各國不同形式的輕叛逆罪被廢除，「treason」一詞和重叛逆罪逐漸變為同義詞；儘管在加拿大法律裡，兩者用詞依然獨立存在，但兩者定義皆在歷史上的「重叛逆罪」的定義之內，差別在於戰時與否。
1351年，英國國王愛德華三世在《1351年英格蘭叛國法案》訂定了「七大逆」一詞來解釋何謂重叛逆罪。罪行包括：
- 殺害或企圖殺害國王、王后、國王長子
- 姦污王后、未出嫁公主、或國王長子之妻
- 在國內領土挑起對抗國王的戰爭
- 向國王的敵人提供援助以及休憩
- 偽造御璽、國璽、以及國內流通之貨幣
- 在國內領土持有偽造貨幣
- 殺害執行職務中的官吏或審判官

以上罪行對應中國的謀反、謀大逆、謀叛、大不敬、不義等罪。
造偽幣乃是貶低王國貨幣，所以直到19世紀，英國仍視造偽幣為重叛逆罪。
被控此罪者往往會先被質疑對國家的忠誠，背叛國家之嫌疑；不過這也使得對國家機構的冒犯或是身在外國的本國國民亦有可能符合此定義。而諸如外國間諜、刺客、破壞者則會另有通敵、暗殺等罪名；到了當代，兩國之間亦可能藉由協商進行交換間諜，將間諜遣返其本國。對政府而言，重叛逆罪被視為極其嚴重、往往最嚴重的罪行；過去，英國會對其處以車裂。